# 77e division de fusiliers
Pour les articles homonymes, voir 77e division.
La 77e division de fusiliers est une unité militaire de l'Armée rouge. Créée en Azerbaïdjan en 1920, elle combat pendant la Seconde Guerre mondiale et devient en 1957 une division de fusiliers motorisés. Sa filiation est poursuive au XXIe siècle par le 488e régiment de fusiliers motorisés de la Garde russe.

## Histoire
La division est créée en mai 1920 en Azerbaïdjan sous le nom de 1re division de fusiliers d'Azerbaïdjan. L'unité change souvent de taille pendant cette période : réduite à la taille d'une brigade dès novembre 1920, elle reprend la taille d'une division de juin à septembre 1921. Elle devient définitivement une division de fusiliers par ordre du 14 septembre 1922. Elle participe en 1921 à la répression d'une insurrection au Haut-Karabagh puis du soulèvement géorgien d'août 1924.
La division devient en 1929 la 1re division de fusiliers de montagne d'Azerbaïdjan puis en 1936 la 77e division de fusiliers de montagne d'Azerbaïdjan. Elle est nommée en l'honneur de Grigory Ordjonikidze par ordre du 29 octobre 1930. Elle reçoit l'ordre du Drapeau rouge en 1935. Par ordre du 16 juillet 1940, elle perd la dénomination « d'Azerbaïdjan ».
La division est engagée à partir de décembre 1941 dans la Grande Guerre patriotique. Alors stationnée dans la péninsule de Kertch, la division est renommée 77e division de fusiliers le 25 ou 26 mai 1942,. Par ordre du front transcaucasien du 29 septembre 1942, les éléments sont envoyés réformer la 216e division de fusiliers (en) tandis que la 77e division est remise sur pied avec de nouveaux éléments. Certains auteurs considèrent donc que la 77e division de fusiliers a connu deux formations successives (première formation dissoute le 29 octobre, seconde formation le 19 octobre,), à tort selon A. Kiriline. La division conserve notamment ses titres honorifiques malgré sa reformation.
L'unité combat ensuite au sein des 58e, 28e (3e formation) et 51e armées. Elle reçoit l'ordre de Souvorov, 2e classe, le 24 mai 1944.
Après la fin de la guerre à l'été 1945, la 77e division de fusiliers fait partie du 63e corps de fusiliers de la 51e armée. De juin 1946 à septembre 1953, la division est réduite à la taille d'une brigade, la 4e brigade indépendante de fusiliers. Son point de déploiement permanent est la ville de Sverdlovsk dans le district militaire de l'Oural,.
En 1957, la 77e division est réorganisée en 126e division de fusiliers motorisés.